# Gneo Fulvio Flacco
Gneo Fulvio Flacco (latino: Cneus Fulvius Flaccus; fl. 212 a.C.) è stato un politico e militare romano.

## Biografia
Figlio di Marco Fulvio Flacco, console nel 264 a.C., e fratello di Quinto Fulvio Flacco, più volte console, Gneo fu eletto pretore per il 212 a.C., anno del terzo consolato del fratello, e gli fu affidata l'Apulia. Ottenne un esercito di due legioni di volones e mantenne il quartier generale presso Lucera. Annibale non voleva abbandonare Capua in una situazione tanto critica, ma quando alcuni messaggeri giunsero dalla Apulia e lo informarono che il pretore Gneo Fulvio Flacco, dopo aver assalito con successo alcune città apule passate dalla parte dei Cartaginesi, si era abbandonato, lui e il suo esercito, a una tale trascuratezza da sopprimere ogni disciplina militare, il condottiero cartaginese mosse il suo esercito in direzione dell'Apulia. Egli era impaziente di poter assalire un nuovo esercito romano, meglio se comandato da un comandante inetto come Fulvio Flacco.
Nei pressi di Herdonia affrontò in battaglia Annibale, ma fu sconfitto e Gneo fu il primo a fuggire dal campo con 200 cavalieri, non appena si rese conto di come stavano andando le cose. Il resto dello schieramento, respinto e poi accerchiato alle spalle ed alle "ali", fu fatto a pezzi. Dei 18.000 soldati romani ne sopravvissero solo poco più di 2.000. I nemici poi si impadronirono degli accampamenti.
L'anno successivo (211 a.C.), Gaio Sempronio Bleso lo accusò di fronte al popolo romano di aver perso la sua armata per aver corrotto i suoi soldati con ogni sorta di vizi, prima di darli in pasto al nemico cartaginese. Secondo l'accusa egli avrebbe fatto sì che questi soldati fossero diventati arroganti, turbolenti verso gli alleati, vili ed imbelli di fronte al nemico. In un primo momento Flacco cercò di addossare la colpa ai soldati, ma ulteriori indagini dimostrarono la sua colpevolezza. Cercò, quindi, di ottenere l'aiuto del fratello, che era allora nel pieno della gloria, impegnato nell'assedio di Capua. Alla fine, per evitare la possibile pena di morte in caso di processo, Gneo preferì andare a Tarquinia in esilio volontario.
Nel 209 a.C., come legatus del fratello Quinto, divenuto console per la quarta volta, gli venne affidato l'esercito urbano affinché lo conducesse in Etruria, con l'ordine di riportare a Roma le legioni che qui si trovavano.